# Chipotle
Il chipotle (spagnolo [tʃiˈpotle]) o chilpotle è un tipo di peperoncino affumicato utilizzato nella cucina messicana.
Si ottiene sottoponendo a un lungo processo di affumicatura dei peperoncini, piccanti, di varia specie, principalmente della varietà "jalapeño".

## Tipologie
Il chipotle esiste in commercio in tre diverse forme:
- essiccato: per conseguenza del processo di affumicatura, i peperoncini risulteranno essiccati e possono essere consumati così come sono, aggiunti a varie pietanze, sia come condimento che durante il processo di cottura degli alimenti. Difficilmente si trova fuori del Messico;
- in "escabeche": reidratati in una sorta di sciroppo semi-acquoso, detto "escabeche", in genere composto da aceto, acqua, e spezie (la ricetta conosce molte varianti che includono cipolla, carota, chiodi di garofano e altri vegetali). Contiene inoltre una quantità calibrata di zucchero e sale. L'escabeche del chipotle ha un colore rossastro, dovuto alla colorazione naturale dei peperoncini essiccati, un gusto affumicato-piccante-agrodolce e può essere utilizzato anche da solo come condimento. Questa è considerata la qualità migliore di chipotle sul mercato. Essendo un prodotto locale, difficilmente è reperibile al di fuori del Messico;
- in "adobo": sempre reidratati (ammorbiditi) e conditi in una salsa più densa della scapece ma con ingredienti simili e anche pomodoro passato. È in genere venduto in lattine, di varie marche, che ne consentono una lunga conservazione adatta all'esportazione. È un chipotle di buona qualità che si può trovare facilmente anche al di fuori del Messico.

Il chipotle reidratato è in genere consumato a crudo. Se usato per cucinare alimenti, è preferibile aggiungerlo verso la fine della cottura per non farne affievolire il gusto di affumicato. Può essere utilizzato su molte pietanze come carne, pesce, crostacei, aragosta, ma anche salsicce, hamburger, sandwich, hot dog, insalate, patate cotte in vari modi, fagioli, impanature e altro. È un ingrediente per la preparazione di salsine di molti generi, mescolato ad altri elementi.